# Доки (царь дерронов)
Доки — вероятно, царь фракийского племени дерронов, известный только по монетам.
О предполагаемом царе фракийского племени дерронов Доки известно лишь из обнаруженного нумизматического материала, датируемого концом VI — началом V веков до н. э. На аверсе монет изображён бык с преклонёнными коленями. На реверсе — в квадратиум инкузум коринфский шлем. Как отметила Т. Д. Златковская, монеты с легендой ΔΟΚΙ имеют большое сходство по ряду признаков с монетами дерронов. По замечанию советской исследовательницы, и те и другие вводились в обращение в одно время — очевидно, что не было разницы, от имени племени или правителя их выпускать. Эта особенность ранней монетной чеканки у южных фракийцев является уникальной в истории. Видимо, в этот переходный период развития общества власть народа не противопоставлялась власти царя, мало отличавшегося от племенного вождя. Аналогично, возможно, распределялись и иные функции управления.